# Амазон червонобровий
Амазон червонобровий (Amazona rhodocorytha) — птах родини папугових. Ендемік Бразилії.

## Зовнішній вигляд
Довжина тіла близько 34 см. Основне забарвлення оперення зелене. Лоб і передня частина голови червоні. Горло, щоки та криючі пера вух — блакитні. На щоках вкраплення жовтого. Пір'я потилиці й спини з темною облямівкою. Кромка крила — жовто-зелена. Перші три другорядні махові біля основи червоні. Нижня частина стернового пір'я — помаранчева. Наддзьобок біля основи рожевуватий, далі кольору кістки й на краю сірий. Піддзьобок сірий. Кільця навколо очей сірі. Райдужка помаранчева.

## Поширення
Ендемік Бразилії. Зустрічається в центральних штатах: Алагоас, Баїя, Мінас-Жерайс, Еспіріту-Санту і Ріо-де-Жанейро.

## Спосіб життя
Населяє ліси уздовж узбережжя або у рік до висоти 1000 м над рівнем моря. На зимовий період мігрує в мангрові зарості. Живиться плодами, насіннями, горіхами, ягодами й бруньками багатьох рослин.

## Загрози й охорона
Через втрату природного середовища проживання цей вид перебуває на межі зникнення.